# 金德维莱尔
金德维莱尔（法語：Kindwiller，法語發音：[kindvilɛʁ]）是法国下莱茵省的一个市镇，位于该省北部，属于阿格诺-维桑堡区。

## 地理
金德维莱尔（48°51'46"N, 7°35'53"E）面积5.97 平方千米，位于法国大東部大區下莱茵省，该省份为法国大陆部分最东部的省份，是阿尔萨斯的一部分，今与上莱茵省组成了阿尔萨斯欧洲集体，其南至上莱茵省，西南接孚日省和默尔特-摩泽尔省，西接摩泽尔省，北与德国接壤，东侧沿莱茵河与德国相望。
与金德维莱尔接壤的市镇（或旧市镇、城区）包括：比乔芬、恩维莱尔、奥伯莫登-楚岑多夫、瓦勒德莫代尔、于尔维莱尔。
金德维莱尔的时区为UTC+01:00、UTC+02:00（夏令时）。

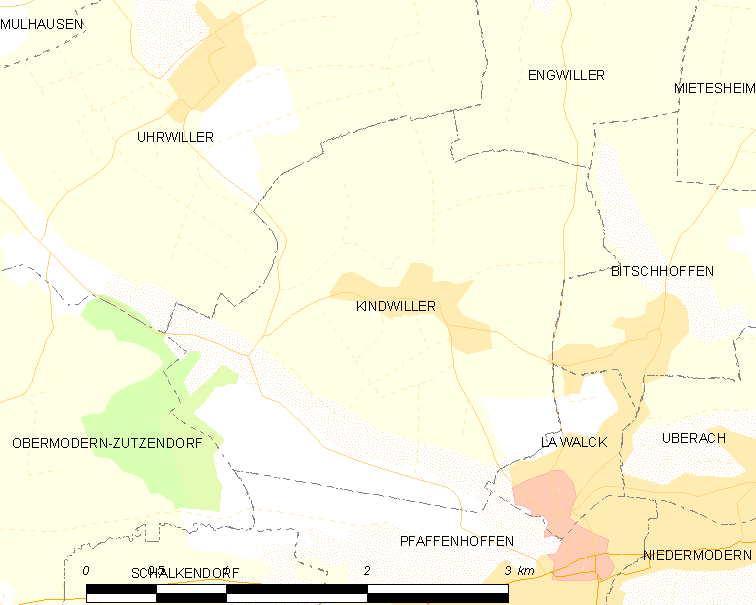
金德维莱尔的OSM定位图

## 行政
金德维莱尔的邮政编码为67350，INSEE市镇编码为67238。

## 政治
金德维莱尔所属的省级选区为賴什索芬縣。

## 人口

1962-2008年间金德维莱尔人口变化图示

金德维莱尔于2022年1月1日时的人口数量为648人。